# Курінь «Сивуля»
«Сивуля» — курінь УПА, що входив до складу ТВ-22 «Чорний ліс» ВО-4 «Говерля» УПА-Захід.

## Структура
У січні 1945 року курінь складався з трьох відділів: «Верховинці» сотенного «Бобика», «Бистрі» сотенного «Дуденко», згодом «Вихора-1», та відділу, назва якого наразі невідома, сотенного «Чайки». З лютого до квітня 1945 року курінь складався з двох сотень: «Верховинці» сотенного «Бобика» та «Бистрі» сотенного «Вихора-1». У травні 1945 року реорганізований, та складався з трьох відділів: Відділ 78 «Верховинці» сотника «Бобика», Відділ 79 «Бистрі» сотника «Вихора-1», згодом команддува «Сагайдачний» та відділу, назва якої наразі невідома, сотника «Вивірки». У такому складі існував до серпня 1947 року.
- Відд. ?? «??» — сотенний «Чайка» (Триняк Петро Лук'янович, 10.1944 — †07.01.1945)[1]
- Відд. 78 «Верховинці» — сотенний «Вивірка» (Гусак Василь, 1945 — †9.1.1946)[2], сотенний «Бобик» (Яськів Василь, 1946)
- Відд. 79 «Бистрі» — сотенний «Дуденко» (Пахолків Святослав Іванович, 1944 — †07.01.1945)[3], сотенний «Вихор-1» (Микитишин Федір Іванович, 01.1945 — 05.1945)[2], сотенний «Сагайдачний» (1945 — 1946)[4]

Курінні
- Дячишин Ігор-«Іскра»[5]
- Яськів Василь-«Бобик»[6][7]

## Бойові дії
4 лютого 1945 року — бій у Парищанському лісі (між селами Парище, Верхній Майдан, Красна та Кубаївка). Знищено понад 50 більшовиків. Втрати повстанців — 41 убитий.
27 грудня 1945 року — бій з більшовиками на горі Климі біля села Пороги. Втрати повстанців — 6 убитих.
У березні 1946 року курінь у бою біля с. Манява завдав значних втрат гарнізону НКВС, втративши при цьому 5 повстанців.